# 本庄信明
本庄 信明（ほんじょう のぶあき、生年不詳 - 延徳2年（1490年））は、武蔵国児玉郡北堀の東本庄（現在の埼玉県本庄市北堀）の地に東本庄館を築いた室町時代中期の武将。東本庄館初代館主。官途名は宮内少輔（くないしょうゆ）。戒名は開基本庄宮内少輔安養院殿瑞室和光大居士。
児玉党本宗家5代目である庄太郎家長の四男、本庄四郎左衛門尉時家の末裔と考えられるが、詳しい系譜はまだ分かっていない為、断定はできない（庄氏本宗家の領地である栗崎の地と本庄氏の領地である北堀の地を継いでいる事から時家の子孫と考えられる）。子息（次代）は本庄為明。

## 東本庄館 築造に至る経緯
本庄宮内少輔信明は、北堀、栗崎、東富田、五十子、本庄、傍示堂を所領していた武将で、関東管領山内上杉家に属し、古河公方（足利家）と対立し、上杉家が築いた五十子陣が横側から攻撃される事を想定し、それを防ぐ目的で小山川西岸の北堀地内の東本庄に館を構えた（従って、信明は五十子の戦いを経験したものと見られる）。以降、本庄宮内少輔実忠が弘治2年（1556年）に本庄城を築き、移動するまで、本庄氏は東本庄館を本拠地とした。東本庄館の築造は五十子陣築造（1457年）後間もない頃と考えられ、15世紀中頃の末から16世紀中頃まで機能していた。信明は館の守護神として稲荷神社を勧請している。

## 安養院の伝え
信明によって創立された安養院の由緒によると、信明の兄である本庄藤太郎行重（雪茂）が入道して「伊安」と称し、院の東南に常陽軒を建てて住み、大山阿夫利神社を遷座し、境内の鎮守としたとされる。当初は領内の富田村に庵室を結び、「安養庵」と称して移住していたが、文明7年（1475年）に上州沼田の奥迦葉山龍華院三世 玉岑慶珠を招き、開山して、「安養院」と改称し、現在地に移したとされる。後世では、徳川家光より25石の朱印地を拝領された（現在、伽藍は本庄市指定文化財となっていて、本堂の方は現在でも「本庄最大の木造建築物」とされる）。なお、由緒の記録では弟藤太郎と記されているが、太郎と言う通称は長男を指すものであり、誤記と考えられる（従って信明も長男である行重の弟と言う事になる）。

## 信明以前の本庄氏の流れ
信明以前の本庄氏一族の資料・記述は限られているが、15世紀初めの時点では、上杉氏憲（禅秀）（犬懸上杉氏）に味方して、上杉禅秀の乱で敗れ、所領を没収されている事が分かっている。蛭川と阿久原牧（児玉党の基盤となった牧）も丹党の氏族である阿保氏（丹党も禅秀の味方をしたが、阿保氏は足利に属した）の所領となった。先祖が開墾した土地を奪われると言う事は、中世の武士団にとっては屈辱的な事だった。応永25年（1418年）、これに児玉党の本庄氏は抵抗する事となり、西本庄左衛門（入道して西号）は阿久原を押領する事となる。武力で抵抗を続ける本庄氏に対して第4代鎌倉公方の足利持氏は元の領主に返還する様に求めている。禅秀の乱後も武蔵国北部は足利氏の支配に対して抵抗を続けた形となる。また、15世紀中頃の永享12年（1440年）、西本庄左衛門尉が上杉憲実（山内上杉氏）の金田の陣から帰館した旨の記述があり、当時は西本庄の地を所領していたと考えられている（本庄氏系図に、元朝と元翁が左衛門を称している事から、どちらかと考えられている）。本庄氏も結城合戦に参戦していたものと見られるが、文書の内容は、本庄左衛門尉が勝手に帰ってしまったと言うものである。

### 本庄氏系図（信明に至るまで）
厳密には、本庄氏の系図と見られる姓未詳の系図によれば、以下の流れとなる
```
加応
→
元慶
(官途名：加賀守)→
元朝
(左衛門尉)→
道祏
→
元翁
(左衛門督)→
信明
```

信明以前の5代を記している。ただ、この系図には謎が多い（解明されていない）部分もある為、公式の場（本庄市関連の書物）では正式採用されていない現状がある。一例として、「元」を通し字としているなど不可解な点が見られる。別の場所への移住や兄弟や従兄を養子に入れたとも考えられるが、研究が進んでいない現状では、断定はできず、研究者による解明が待たれる。
似た様な流れを記述したものとして、『四方田系図略図』がある。こちらの方の記述では、加応の前代を四方田七郎村重としており、元朝も左衛門尉ではなく、左衛門督と記している。信明には、朝茂（官途名：肥後守）と元淸（官途名：丹後守）の2人の弟がいたと記述されている。また、この系図では、本庄行重は、信明の曾孫である本庄実明の弟恭業の子息としている。
姓未詳の系図や四方田系図などから、戦国時代に没落した本庄氏は、姓を隠す（偽る）必要があったのではないかとも考えられる。

## その他
- 『新編武蔵風土記稿』の記述によると、文明年間（1469年 - 1486年）の頃、児玉党の嫡流である本庄長英（通称は越前守）が居館を東本庄に構え、上杉氏の部将となっていたと記されている。これは信明を長英と誤記したものと考えられる（長英が成田氏の家臣となっている為）。この記述によれば、功を立てて同族若水氏の地を併有し、旧地に千貫文（江戸時代では5千石くらいの広さだが、当時はもっと広かったと考えられる）を賜って、この地域の領主となったとある。
- 本庄行重（藤太郎）を信明の兄と捉えた場合、信明より以前の本庄氏の通し字は「行」だった可能性が少なからず生じてくる。複数ある系図の一つに、時家系本庄氏の7代目と8代目が、行俊、行秀であり、諸々の異論はあれど、時家系本庄氏に「行」が通し字だった時期があったのではないかと考えられる（通し字の変化については、別の場所へ移住したり、養子を入れた結果として、そうなる事例がある）。
- 古代末から中世前期の武士団＝党の場合、その軍事力は牧（まき）で決まった。つまり馬を管理する牧場である。馬も伝染病に罹ったり、戦死したりするから、運営する持続力が必要とされた。牧は武士団＝党といった血族（同族意識を持った）集団の基盤となったものであり、シンボル（共同体としてのアイデンティティ）でもある。当然、その牧を召し取られると言う事は、武士団の軍事力の減退に繋がった。特に騎馬戦が主体であった時代では死活問題であり、古い歴史を持った武士団であれば危機感を強めるのも当然である。児玉党の本庄氏が足利氏に阿久原牧などの所領を召し取られた時、なお抵抗を続けたのは、先祖が開墾した土地だからと言った理由だけではなく、武士団そのものの軍事力の減退に繋がった為である。戦国時代を迎えた事で、騎馬戦の意義は確固たるものではなくなったが、それは結果論の話であり、信明以前の本庄氏にとって、南朝に味方して以降、党の弱体化に歯止めをかけたかったものと見られる。
- 南北朝から室町時代にかけて、武蔵国児玉郡では阿保氏が勢力を強めた。その為、かつて武蔵七党中最強と謳われた児玉党の氏族はもはや勢いを失っていた。蛭川氏の本貫地である蛭川郷や塩谷氏の本貫地である塩谷郷は、阿保氏一族の所領となってしまい、児玉党氏族で児玉郡における勢力を維持していたのは、本宗家である本庄氏など一部である。本庄氏が阿久原郷を押領したのも他の児玉党氏族に頼まれた可能性はある。